# La lengua china: realidad y fantasía
La lengua china: realidad y fantasía (título original: Chinese Language: Fact and Fantasy) es el título de un libro escrito por John DeFrancis, publicado en 1984 por la Universidad de Hawái.  
En él se explican y estudian algunos conceptos relativos al idioma chino y a su sistema de escritura, y se justifica la postura del autor acerca de una serie de tópicos sobre esta lengua

## Tesis principales
- El autor explica que no existe un solo "idioma chino" como tal, sino una variedad de hablas, que algunos llaman dialectos y otros topolects (un calco del chino 方言,  fāngyán ; DeFrancis utiliza el término regionalects), y hay incluso autores que consideran como idiomas diferentes estas variedades lingüísticas. Una de ellas, el habla de la zona de Pekín, ha sido oficialmente escogida como putonghua, o lengua estándar en la República Popular China.
- Afirma que las secuencias de caracteres en chino tienen una gran base fonológica, como demuestra la existencia de elementos fónicos comunes en más de la mitad de los caracteres chinos. Muchos autores extranjeros, ante la elevada ocurrencia de estos elementos comunes, parecen obviarlos, olvidando que para los lectores chinos son una herramienta imprescindible. No se trata, por tanto, de un sistema de escritura únicamente ideográfico, sino también fonético.

- No admite la existencia de sistemas de escritura ideográfica, que utilizan símbolos para representar las ideas o los objetos, y no las palabras, porque esta forma de representación no es, según el autor, coherente con el funcionamiento del cerebro humano. Estima que para ser competente manejando un sistema de escritura ideográfico, una persona debería memorizar aproximadamente 10000 caracteres, lo que parece imposible.
- Opina que este sistema de escritura, con sus miles de caracteres, no sólo es escasamente rentable desde el punto de vista lingüístico:  DeFrancis sostiene que, si fuese abandonado, se verían favorecidos el desarrollo y la modernización de China.

## Losseis mitos
DeFrancis dedica parte del libro a desarmar lo que él llama los "seis mitos" acerca de los caracteres chinos, que trata en capítulos independientes y de desigual extensión. Estos mitos serían los siguientes:
- El mito ideográfico, o la creencia generalizada de que los caracteres chinos representan ideas en lugar de sonidos.

- El mito de la universalidad, según el cual este sistema de escritura permitiría comunicarse por escrito a los hablantes de lenguas o dialectos diferentes, entre los que no habría intercomprensibilidad en la comunicación oral. El principio regiría también desde una perspectiva diacrónica, de tal modo que un hablante actual podría comprender sin dificultad cualquier texto escrito hace miles de años.

- El mito de la imitabilidad, que consiste en creer que emulando el sistema de escritura chino se puede crear un sistema universal basado en éste. Se basa en este mito también la creencia de que un sistema que siga este mismo patrón podría servir para ayudar  a las personas con dificultades de aprendizaje a desarrollar la habilidad lectora.

- El mito monosilábico, o la extendida y errónea creencia de que todas las palabras en chino están formadas por una sola sílaba larga.

- El mito de la indispensabilidad, o la opinión de que los caracteres chinos son los únicos válidos y, por lo tanto, resultan imprescindibles para representar por escrito el idioma chino.

- El mito del éxito, o pensar que el sistema de escritura chino es la causa de los altos niveles de alfabetización en el Asia oriental.